# HMS Ocean (R68)
Pour les autres navires du même nom, voir HMS Ocean.
Le HMS Ocean (R68) (5e du nom) est un porte-avions de la classe Colossus, appartenant à la Royal Navy. Il fut mis sur cale aux chantiers Stephen en novembre 1942, il fut lancé le 8 juillet 1944. Il entra en service en août 1945. Il fut désarmé en 1958.
Il était propulsé par deux groupes de turbines (vapeur) à engrenage 

## Caractéristiques générales
- Type : Porte-avions léger
- Dimensions : long. 211,25 m ; larg. 24,29 m
- Tirant d'eau : 7,15 m
- Vitesse : 25 nœuds
- Propulsion : deux groupes de turbines à vapeur à engrenage Parsons à simple réduction, quatre chaudières type Admiralty (Yarrow) à 3 corps, timbrées à 400 psi (2,76 MPa), surchauffe 360 °C ; 2 lignes d'arbres
- Combustible : 3 200 tonnes de mazout
- Dist. franchissable : 12 000 milles marins, à  14 nœuds (vitesse économique).

## Armement
- 24 canons de 40 mm antiaériens Vickers
- 19 canons de 40 mm antiaériens Bofors

## La classe Colossus
La classe Colossus comptait dans ses rangs 16 unités (Pennant number entre parenthèses) :
Colossus (15), Edgar (51), Glory (62), Mars (D.76), Ocean (68),  Theseus (64), Triumph (16), Venerable (4), Vengeance (71), Warrior (31), Hercules (49), Leviathan (97), Magnificient (36), Majestic (77), Powerful (95) et Terrible (93).
Les deux porte-avions Edgar et Mars furent achevés comme bâtiments ateliers de maintenance d'aviation.
Les six dernières unités ayant été modifiées par rapport à la classe d'origine, constituent la classe dérivée Majestic.
L'Ocean et ses sister-ships étaient dotés d'un pont d'envol de 210 m de longueur sur 34 m de largeur, et disposaient d'un unique hangar d'aviation (83,82 × 15,85 × 5,34 m ; extensible à 136,25 m en ajoutant les deux ascenseurs et une extension à l'arrière) ; hangar desservi par deux ascenseurs.